# Liste des ponts de Rome

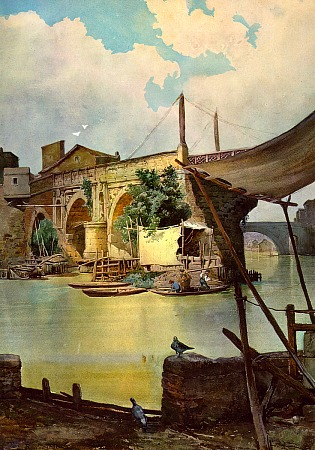
Pont Æmilius, avant 1888. À cette époque subsistent trois arches en pierre et une travée suspendue.

Les  ponts de Rome furent lancés un à un sur le  Tibre, sitôt que les Romains se furent rendus maîtres de manière stable de l’ensemble des deux rives. Jusque-là, on n’avait pas jugé convenable de construire des ponts qui auraient pu être utilisés par des ennemis potentiels pour envahir la ville.
Aussi les premiers ponts furent-ils construits en bois, de manière qu’on pût les détruire facilement en cas de menace. C’est seulement quand les Romains se sentirent sûrs de leur pouvoir qu’ils se mirent à édifier des ponts en pierre.
Certains anciens ponts romains sur le Tibre ont disparu, tandis que d’autres ont été créés pour les exigences de la ville contemporaine. D’autres ponts franchissent la rivière Aniene.

## Liste des ponts par ordre chronologique

### Ponts antiques de Rome

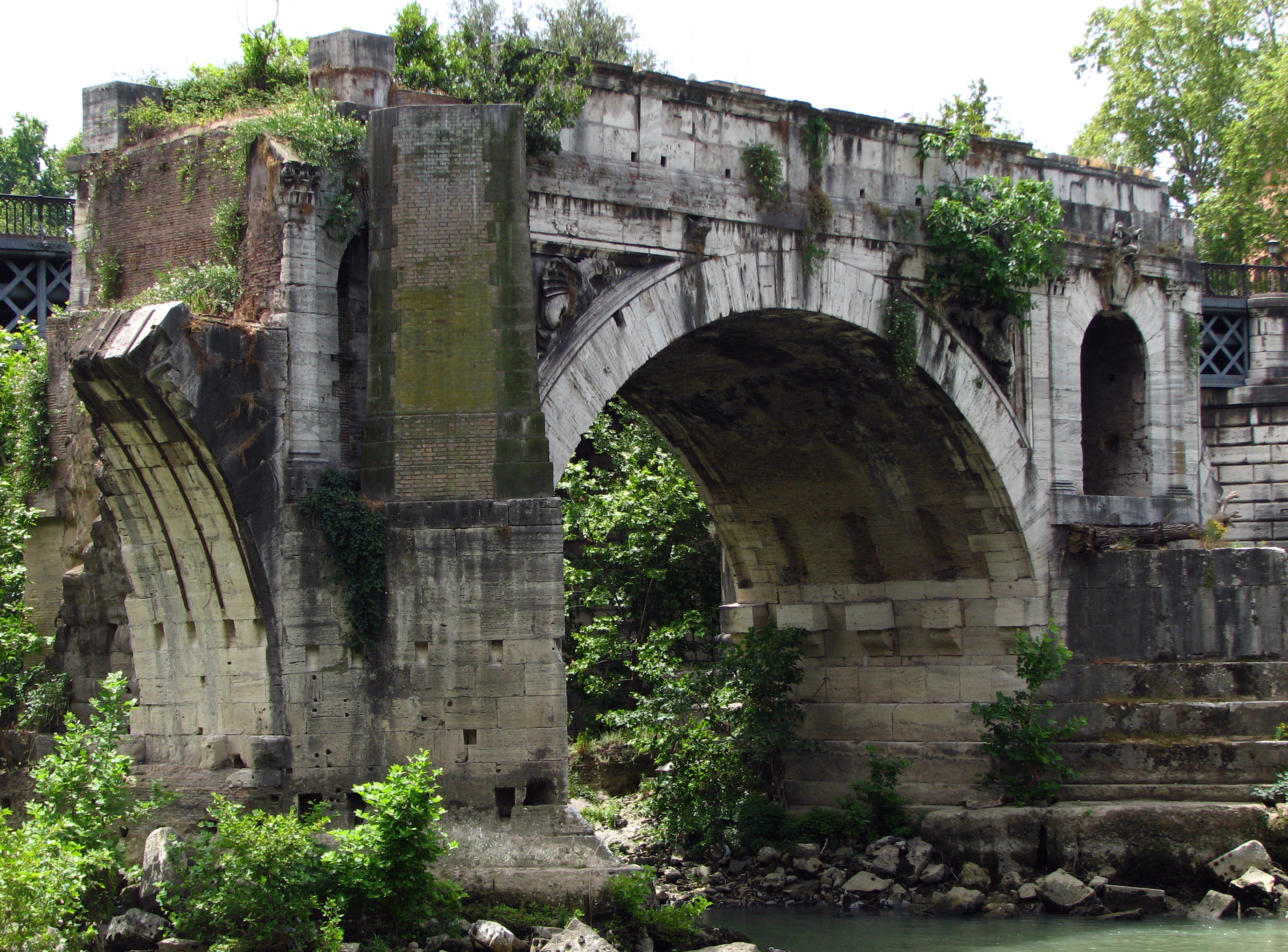
Arche subsistante du pont Æmilius (ponte Rotto « pont brisé »). Au premier plan, restes des pylônes de la travée suspendue en service de 1853 à 1888.

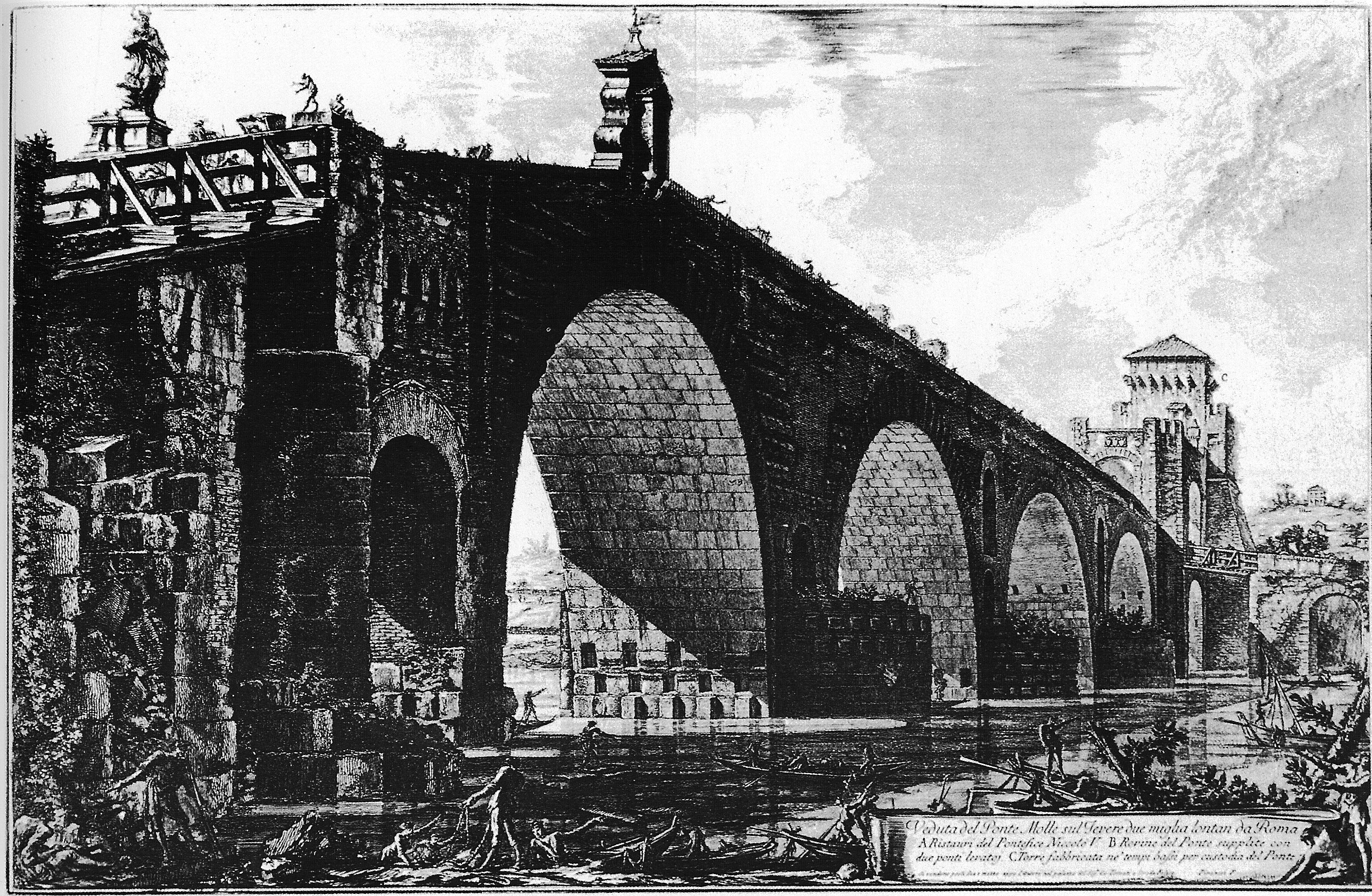
Pont Milvius, gravure de Piranèse

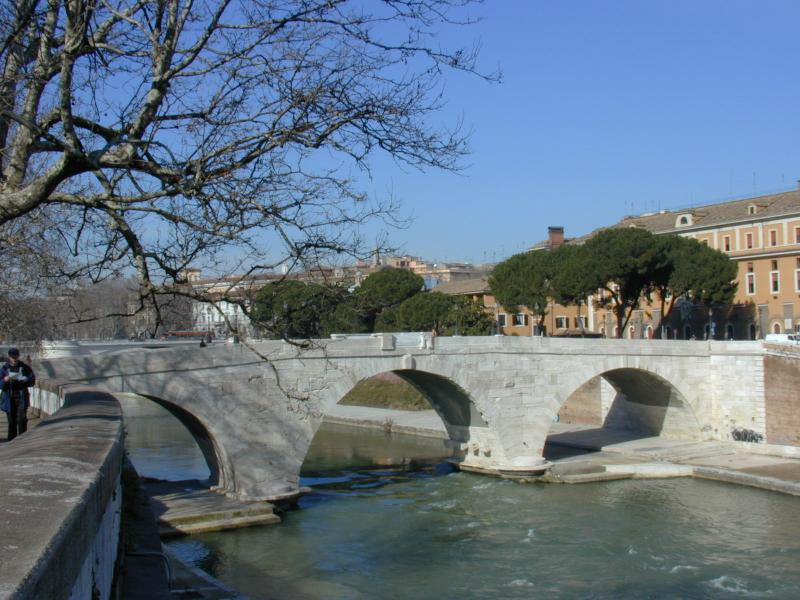
Pont Cestius

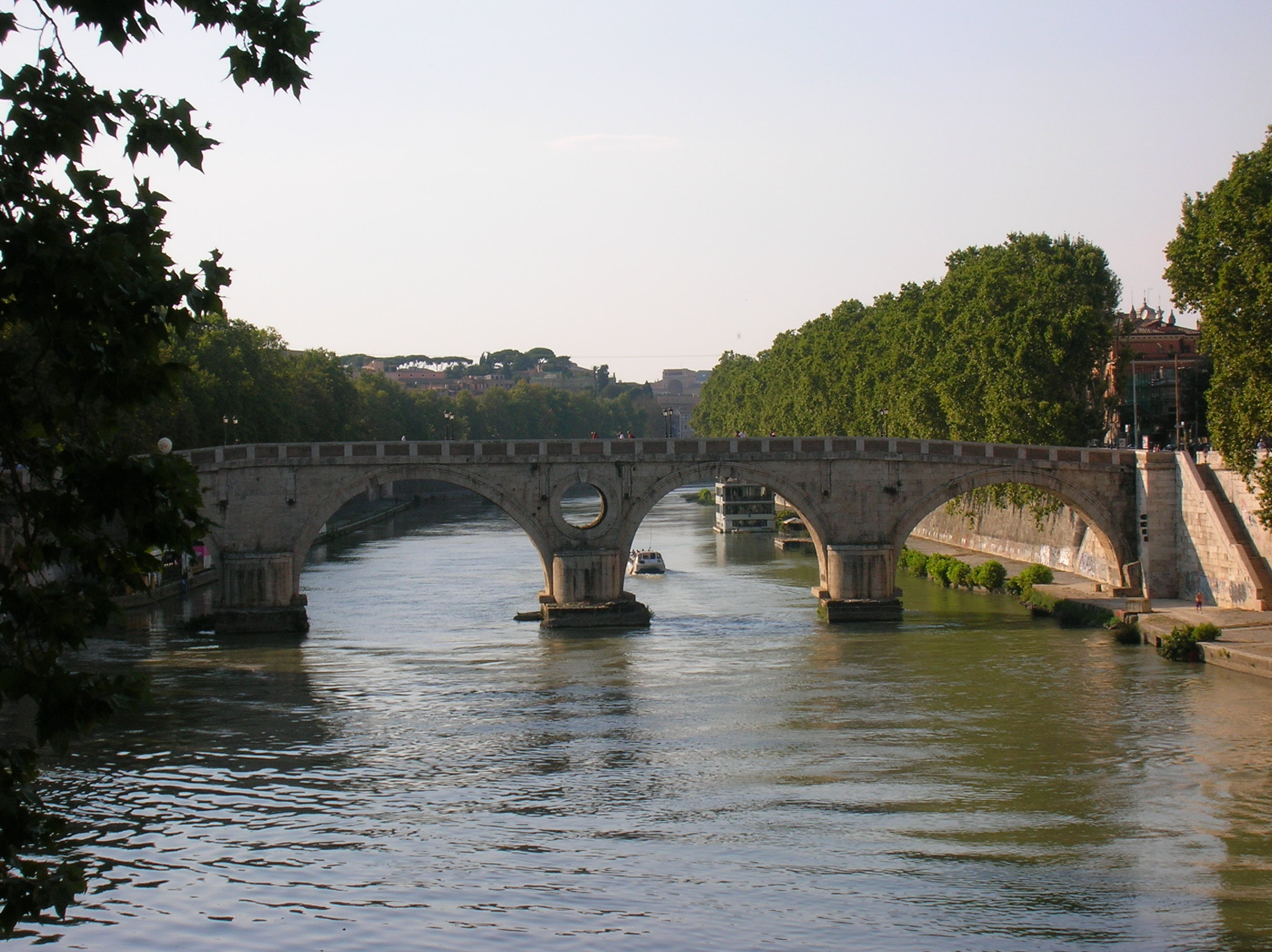
Pont Sisto

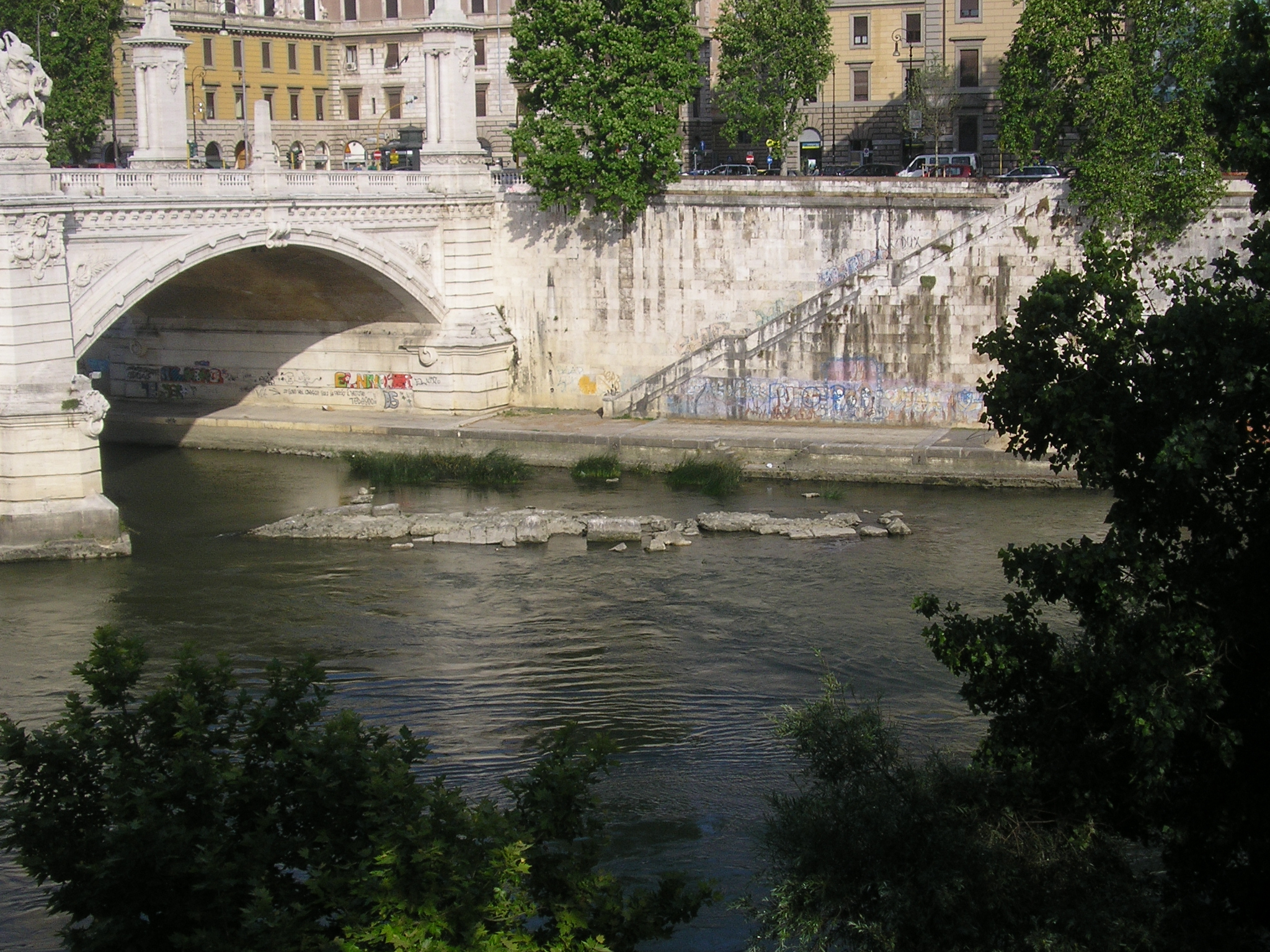
Vestiges d'une pile du pont de Néron

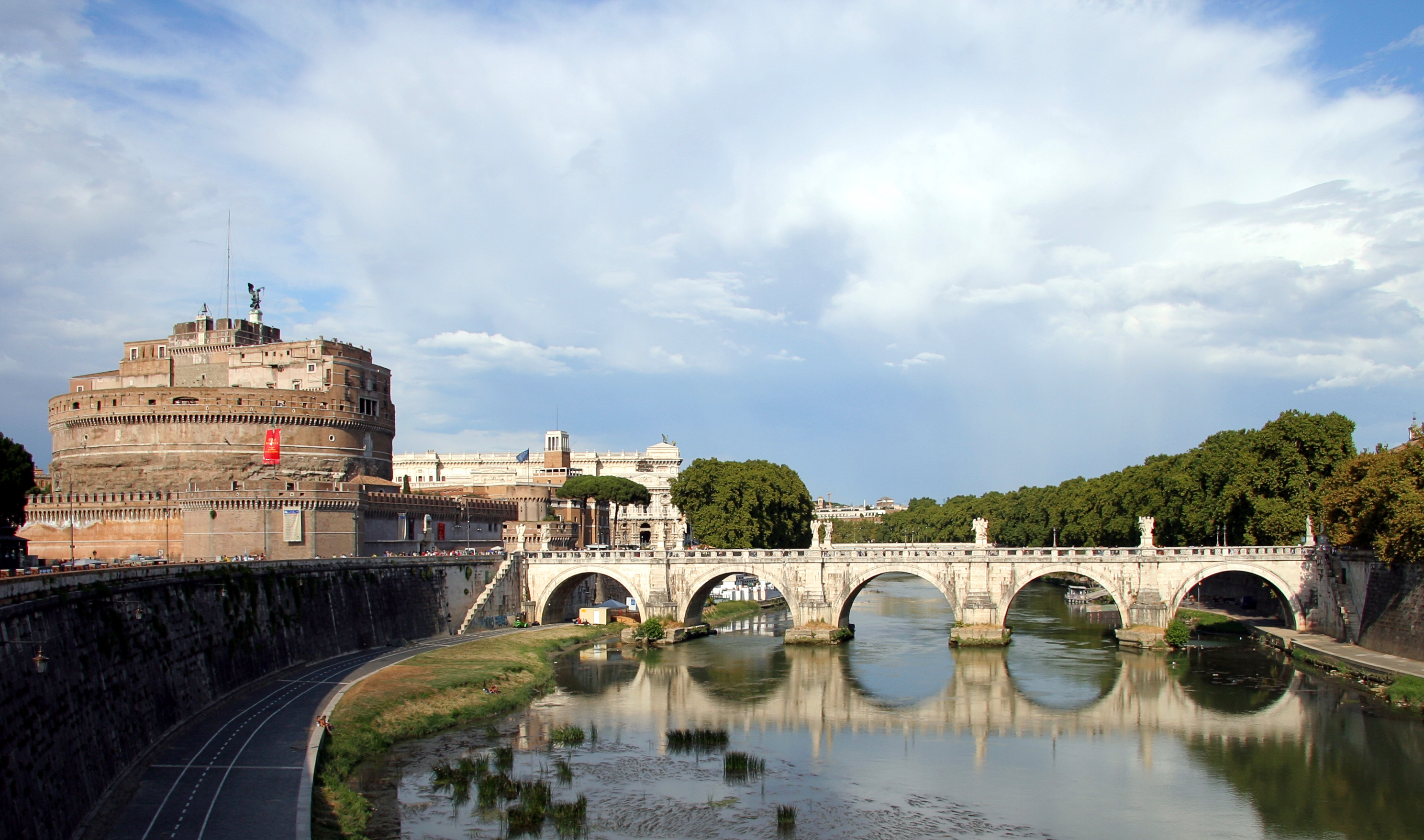
Pont Aelius, aujourd’hui pont Saint-Ange

- Pont Sublicius : Ancus Marcius (VIIe siècle av. J.-C.). Pont aujourd’hui disparu, en aval de l’île Tibérine.

- Pont Æmilius : aujourd’hui connu sous le nom de Ponte Rotto, il a probablement été construit au milieu du IIIe siècle av. J.-C., reconstruit en -179 et complété en -142. en 1552, et à nouveau par le pape Grégoire XIII en 1575 sur les ruines du pont antique, il fut définitivement emporté par la grande crue de la nuit de Noël 1598. Trois arches ont subsisté sur la rive droite : elles furent complétées par une travée suspendue en 1853. Le pont reprit ainsi du service jusqu'à la construction du Ponte Palatino, en 1888. Sont conservées aujourd’hui : une arche datant de la reconstruction du XVIe siècle et les piles originales de l’époque romaine. Le pont est situé en aval de l’île Tibérine, à proximité du pont Sublicius, plus ancien

- Pont Milvius ou Mulvius, ponte Milvio : connu au Moyen Âge sous le nom de ponte Mollo, il est mentionné pour la première fois en -207 et reconstruit en maçonnerie en -110. Situé à l’extérieur de la Ville, il permettait le franchissement du Tibre à la via Flaminia et à la via Cassia, auxquelles s’ajoutaient la via Clodia et la via Veientana. C'était le pont obligé d'accès à Rome pour tout voyageur venant du nord. La reconstruction de l'entrée triomphale fortifiée a été confiée en 1805 à Giuseppe Valadier par le pape Pie VII.
  - (fr) Pont Milvius sur Structurae
  - (de) Milvische Brücke sur de.Wikipedia

- Pont Fabricius : aujourd’hui « ponte dei Quattro Capi », -62. Encore existant, il relie l’île Tibérine à la rive gauche.

- Pont Cestius, aujourd’hui ponte di San Bartolomeo : construit par Lucius ou Caius Cestius au milieu du Ier siècle av. J.-C., reconstruit au IVe siècle sous Valentinien, Valens et Gratien, il n'en subsiste aujourd’hui que l’arche centrale refaite à l'identique (en partie avec les matériaux originaux) en 1888-1892, tandis que les deux arches latérales sont une création de la même époque. Il relie l’île Tibérine à la rive droite. Longueur : 80 m[1].

- Pont d'Agrippa : depuis l'époque d’Auguste, il a connu de nombreuses restaurations et reconstructions, et correspond à l’actuel pont Sisto.

- Pont de Néron ou Pont Triomphal : construit sous l’empereur Néron, au Ier siècle. Ne sont visibles aujourd’hui que les vestiges d'une pile affleurant à l’étiage, près de l’actuel Ponte Vittorio.

- Pont Ælius, aujourd’hui Pont Saint-Ange : construit en 134 sous l’empereur Hadrien pour  relier à la rive gauche son propre mausolée (Château Saint-Ange).

- Pont d'Antonin ou pont Aurélien : remaniement radical du pont d’Agrippa en 147, sous l’empereur Antonin le Pieux ; il correspond à l’actuel pont Sisto.

- Pont de Probus (pons Probi) : construit par l’empereur Probus (Marcus Aurelius Probus) (276-282) et reconstruit sous Théodose Ier en 381-387 ; ce pont est aujourd’hui disparu.

- Pont de Valentinien (pons Valentiniani) : restauration au IVe siècle du pont Aurélien ou du pont d’Antonin : il correspond à l’actuel pont Sisto.

### Ponts de la Rome papale sur le Tibre
- Pont Sisto : construit sous le pape Sixte IV de 1473 à 1479, à la place d'un pont romain plus ancien, en amont de l'île Tibérine.

- Ponte di Ripetta : projeté sous le pape Sixte V en 1588 et jamais réalisé, selon certains documents.

- Ponte dei Fiorentini : construit en 1863 près de l'église de San Giovanni dei Fiorentini, par une société française, c'était un pont suspendu à structure métallique, avec un platelage en  bois. Soumis à un modeste droit de péage, d'où lui vient son surnom de « ponte del soldo » ou « del soldino » ("pont du sou"), il a été démoli en 1941, pour laisser place au « ponte Principe Amedeo », situé un peu plus en aval.
  - (it) Ponte dei Fiorentini.

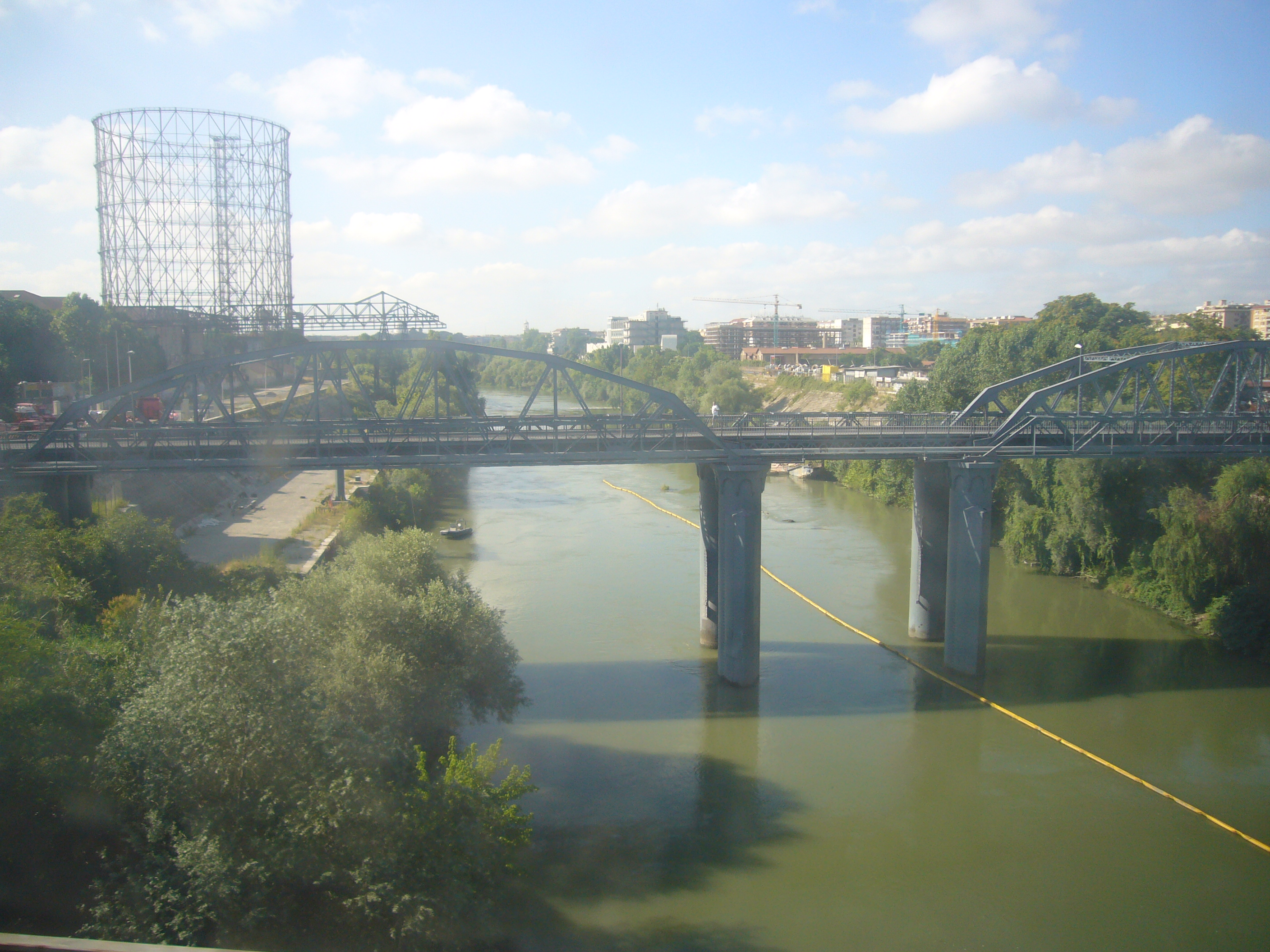
Ponte dell'Industria

- Ponte dell'Industria : construit entre 1862 et 1863 comme pont ferroviaire pour la ligne de Civitavecchia et d'abord appelé « ponte di San Paolo ». Il est constitué d'arcs de fer appuyés sur de hautes piles de fonte et des culées en maçonnerie ; à l'origine, la partie centrale était levante pour permettre le passage des voiliers. Après la construction du nouveau pont ferroviaire de San Paolo, il fut réaffecté, en 1911, à la circulation routière et au passage d'un gazoduc. Habituellement nommé par les Romains « ponte di ferro ». Longueur 131 m.
  - Carte postale ancienne avec l'ancien port à charbon., Roma Segreta

### Ponts modernes sur le Tibre
- Ponte Garibaldi : inauguré en 1888, œuvre de l’architecte Angelo Vescovali, à l’origine constitué d’une pile centrale en maçonnerie et de deux arches en fer. Elles ont été remplacées entre 1953 et 1958 par de nouvelles arches en maçonnerie à armature métallique incorporée. Le pont relie le quartier du Trastevere (viale Trastevere) et le centre-ville (via Arenula), immédiatement en amont de l’île Tibérine. Sa longueur est de 120 m.

- Ponte Palatino : commencé en 1886 et inauguré en 1891, il remplace l’ancien pont Æmilius, en aval de l’île Tibérine. Il a une longueur de 155 m.

- Ponte Umberto I : inauguré en 1885, œuvre de l’architecte Angelo Vescovali, il était destiné à la desserte du Palais de justice ("Palazzaccio") et à la liaison du quartier Prati avec le centre-ville sur la rive gauche. Il compte trois arches de maçonnerie pour une longueur de 105 m.

- Ponte Regina Margherita (ou « ponte Margherita ») : commencé en 1886 et inauguré en 1891, œuvre de l’architecte Angelo Vescovali, il relie le quartier Prati (via Cola di Rienzo) et la Piazza del Popolo. Il a trois arches de maçonnerie plaquées de travertin. Sa longueur est de 103 m.

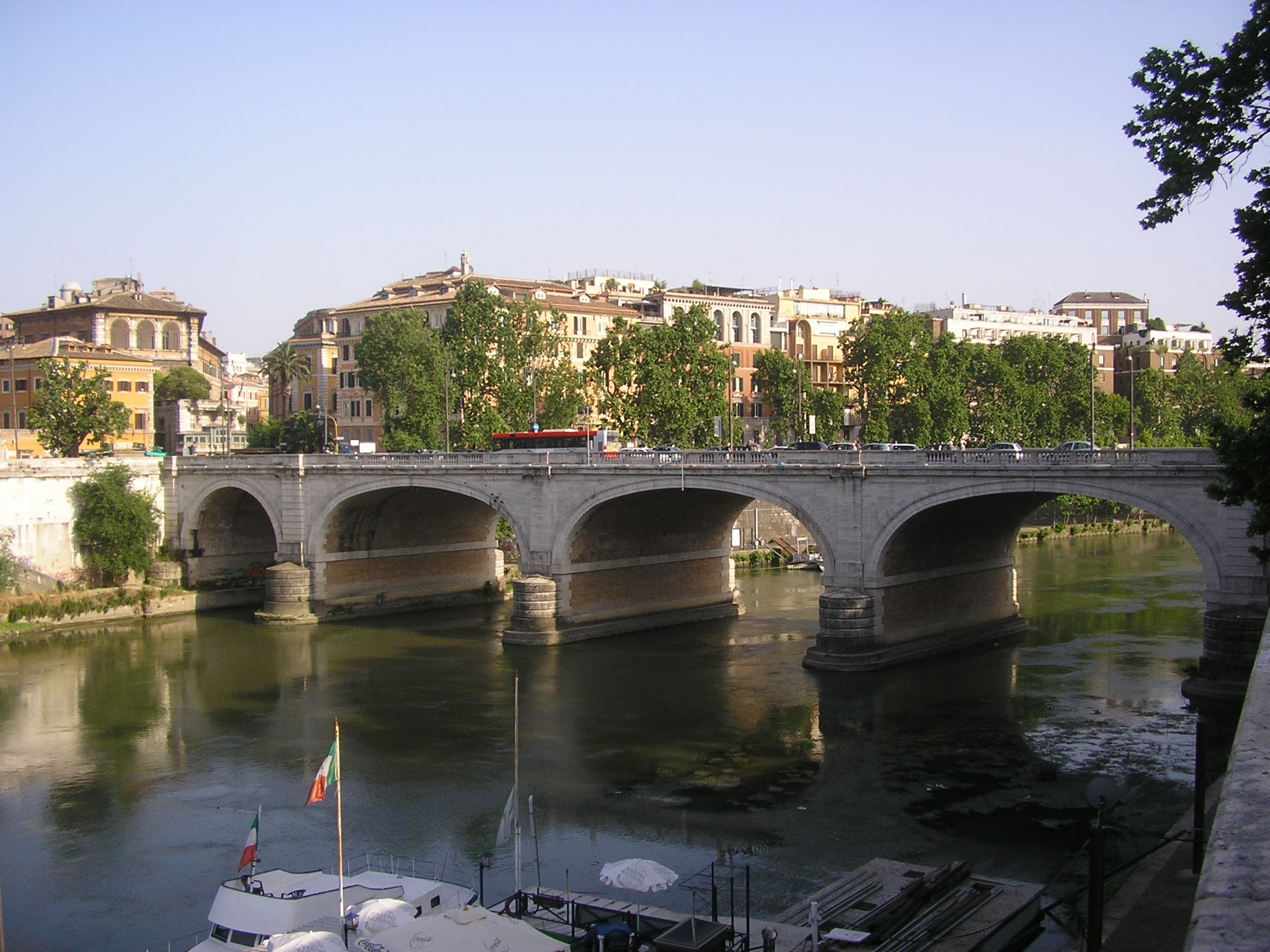
Le pont Cavour.

- Ponte Cavour : commencé en 1891 et inauguré en 1896, œuvre de l’architecte Angelo Vescovali, il met en communication le quartier Prati (piazza Cavour) avec le centre historique de la rive gauche. Il a cinq arches en brique, pour une longueur de 110 m.

- Ponte Mazzini : commencé en 1904 et inauguré en 1908, œuvre des architectes Viviani et Moretti, il relie le quartier du Janicule au centre-ville. Il a trois arches de maçonnerie et une longueur de 106 m.

- Ponte ferroviario di San Paolo : construit en 1907 et 1910 pour remplacer le « Ponte dell'Industria », il supporte la ligne de chemin de fer passant par les stations Trastevere et Ostiense. Il a trois arches de maçonnerie, et une longueur de 101 m.

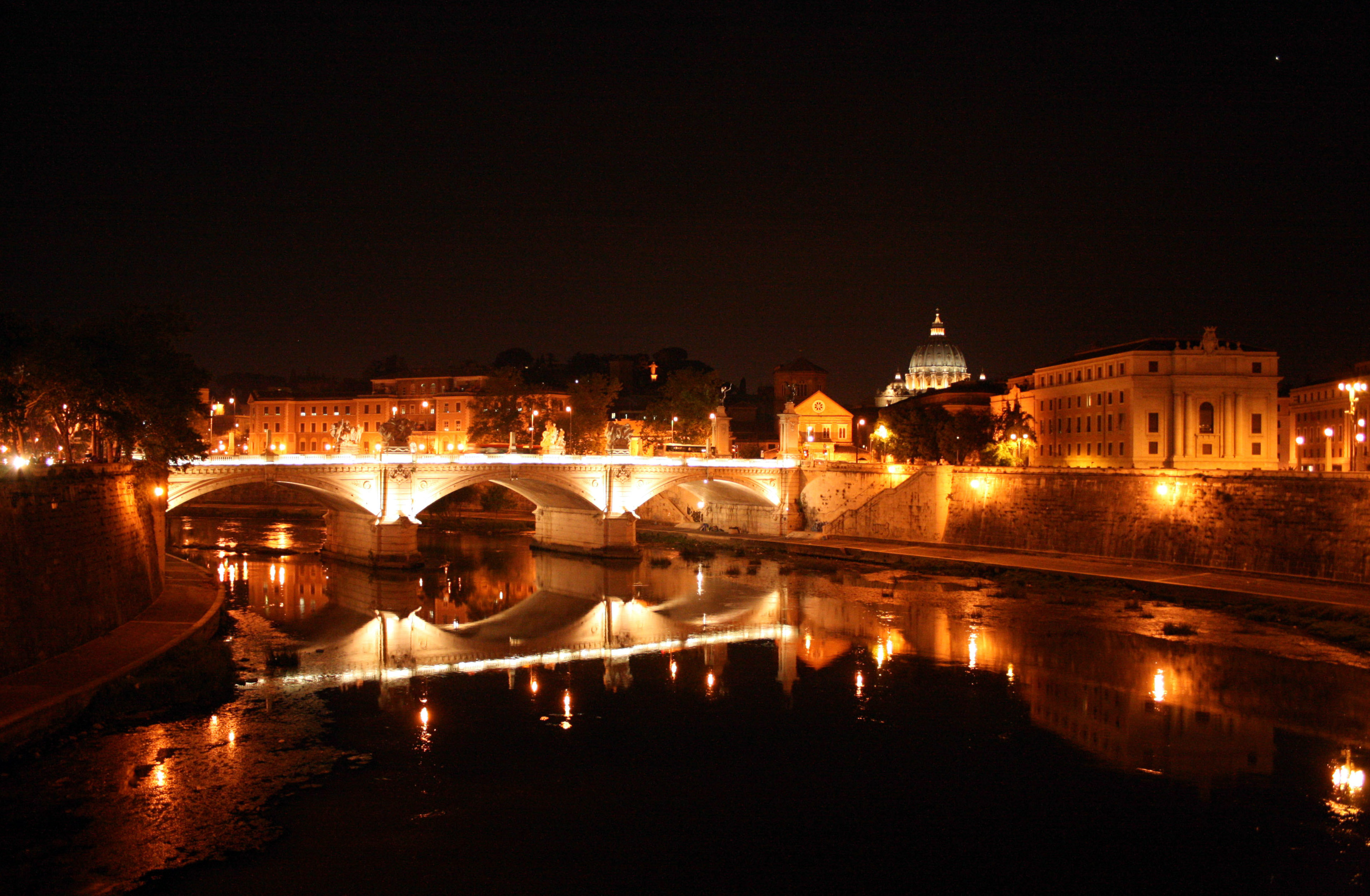
Le pont Vittorio Emanuele II.

- Ponte Vittorio Emanuele II (ou « ponte Vittorio ») : construit à partir de 1905 sur un projet de l’architecte Ennio De Rossi datant de 1886, il fut inauguré seulement en 1911 (un pont en arc métallique est resté en place à proximité immédiate de 1889 à 1914. Voir : pont métallique du Borgo, sur Structurae). Il relie le centre-ville (corso Vittorio Emanuele) au Borgo et au Vatican, non loin de l’ancien pont Néronien et du pont Saint-Ange. Il présente trois arches pour une longueur de 108 m. Il est décoré de victoires et de nombreuses statues symboliques, dans le goût des années 1900.

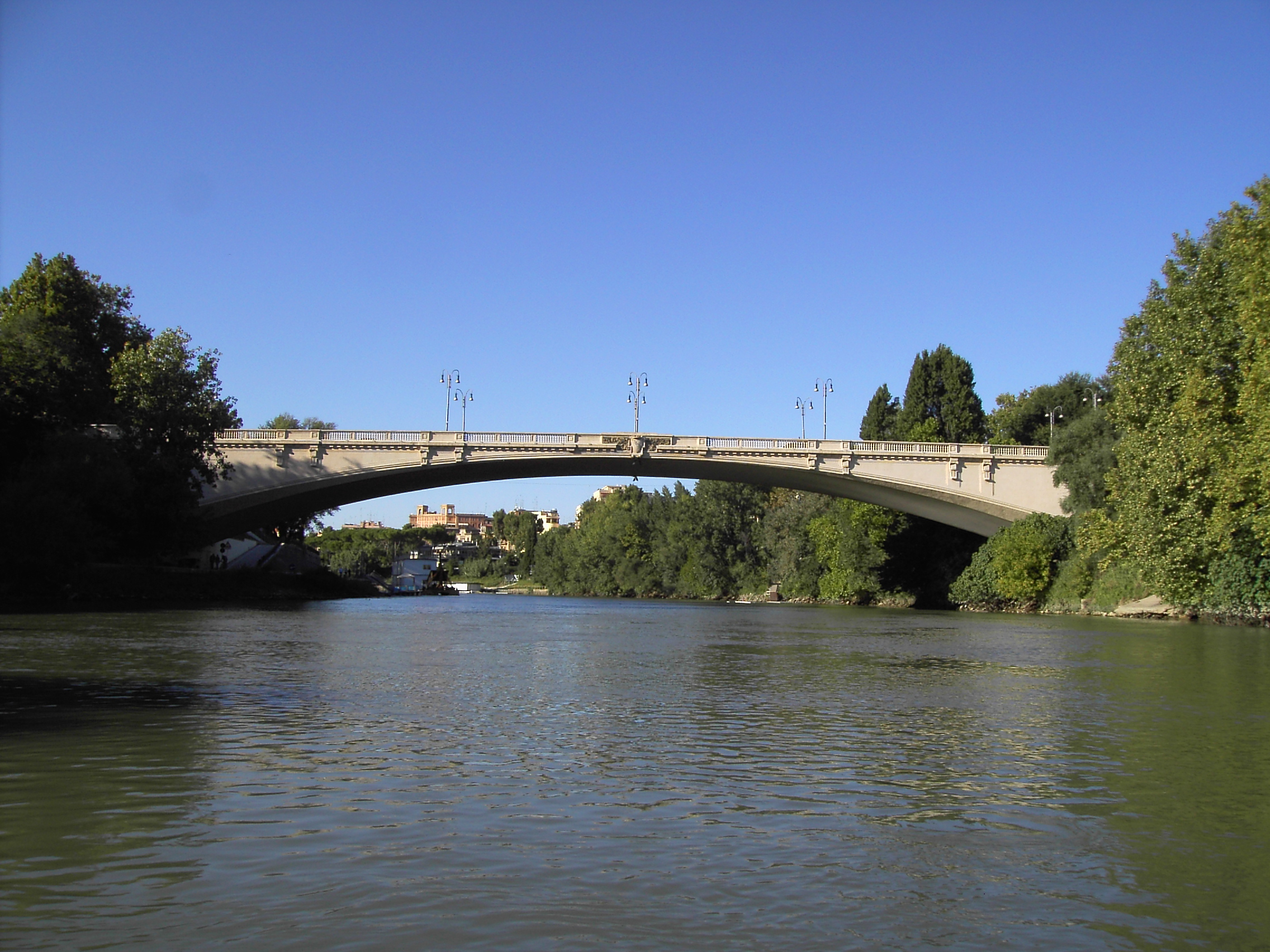
Le pont du Risorgimento.

- Ponte Risorgimento : construit en 1911 pour réunir les lieux de l'Esposizione Internazionale d'Arte, il relie les quartiers Mazzini et Parioli. Il a été construit en béton armé par l’architecte français François Hennebique et se développe sur une arche unique de 100 m d’ouverture. Longueur totale : 159 m.

- Ponte Aventino ou Ponte Sublicio : commencé en 1914 sur un projet de l’architecte Marcello Piacentini et inauguré en 1919, il relie les quartiers du Testaccio et d’Ostiense (via Marmorata) au Trastevere. Il a trois arches, pour une longueur de 105 m.

- Ponte Matteotti : œuvre de l’architecte Augusto Antonelli, inauguré en 1929 pour relier le quartier Prati avec le quartier Flaminio. À l’origine, il avait pour nom « ponte delle Milizie » (il s’embranchait sur le « viale » du même nom), puis il porta le nom de « ponte Littorio ». Le nom actuel lui fut attribué en 1945. Il a trois arches en maçonnerie, pour une longueur de 138 m.

- Ponte Flaminio : projeté en 1932 par l’architecte Armando Brasini. Commencé en 1939. Les travaux, interrompus par la Seconde Guerre mondiale, reprirent en 1947 et s'achevèrent en 1951. Réalisé en béton à parements de travertin, il est orné de tours de marbre surmontées de réverbères et portant gravées les distances des localités desservies par la via Cassia et la via Flaminia. Il a soulagé l’ancien ponte Milvio de toute circulation. Sa longueur est de 292 m.

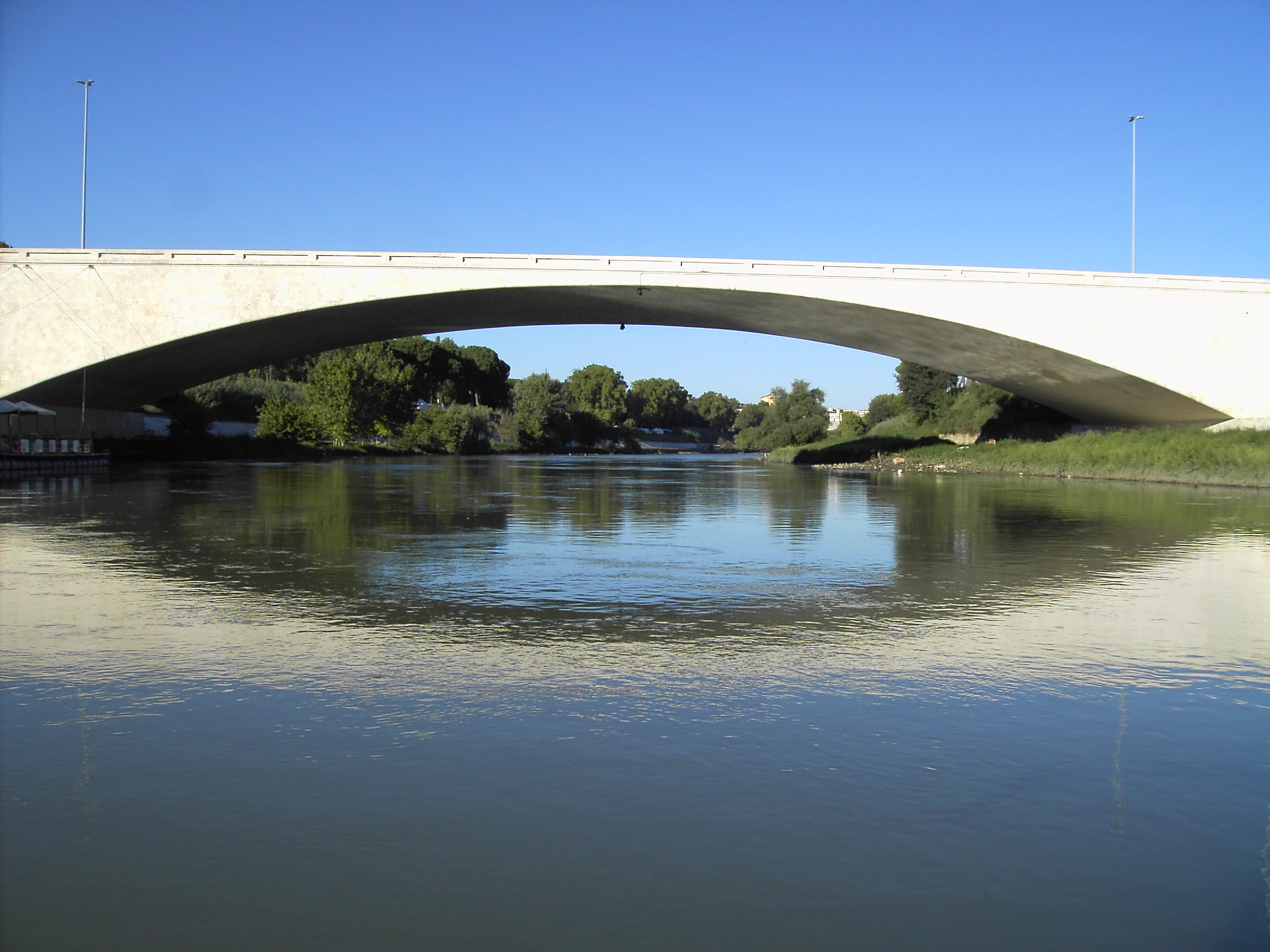
Le ponte Duca d'Aosta.

- Ponte Duca d'Aosta : commencé en 1939 et inauguré en 1942, il relie le quartier  Flaminio au Foro Italico.

- Ponte Principe Amedeo : inauguré en 1942 pour remplacer le « ponte dei Fiorentini », qui était réservé aux piétons. Il a trois arches pour une longueur de 109 m.

- Ponte Testaccio : commencé en 1938 sur projet de l’architecte Bastianelli, il devait relier le prolongement du viale Aventino avec la gare du Trastevere, à travers les terrains des abattoirs démolis, avec le nom de « ponte d'Africa ». Inauguré en 1948, il a une arche unique pour une longueur de 122 m et quatre bas-reliefs en travertin en têtes de pont.

- Ponte di Castel Giubileo : depuis 1951, il supporte le Grande Raccordo Anulare (autoroute périphérique de Rome), entre les sorties vers la via Salaria et vers la via Flaminia. Il est situé en aval d’une digue destinée à la production d’énergie hydro-électrique, qui a créé un vaste bassin artificiel.

- Ponte della Magliana : projet de 1930 de l’ingénieur  Romolo Raffaelli, en relation avec le projet de construction du quartier de l’EUR. Il était encore en construction, en 1943, lorsqu'il fut en partie détruit par les Allemands, et fut achevé de 1945 à 1948. Il est constitué de sept arches de béton armé avec parements de travertin. Sa longueur est de 224 m.

- Ponte Guglielmo Marconi : projeté en 1937 pour relier le quartier du Trastevere et le secteur de l’exposition universelle de 1942 (aujourd’hui quartier de l’EUR), il ne fut achevé qu'en 1955. Construit en béton armé, il est long de 235 m.

- Ponte di Tor di Quinto : construit en 1960 à l’occasion des XVIIe jeux olympiques de Rome, pour relier la nouvelle via Olimpica aux installations sportives de l’Acqua Acetosa. Il a sept arches en béton armé, pour une longueur de 72 m.

- Ponte Pietro Nenni : construit en 1971-1972 par l’architecte Luigi Moretti, il supporte la ligne de la « metropolitana » (ligne A), mais il a aussi des chaussées routières. Il est constitué de trois arches de béton armé.

- Ponte della Musica: construit en 2008-2011 par l'entreprise Buro Happold, totalement en acier, il relie le Lungotevere Maresciallo Cadorna et la Piazza Gentile da Fabriano, simplifiant le déplacement piétonnier entre le Foro Italico et le Stadio Olimpico, sur la rive droite, avec le MAXXI, le Stadio Flaminio, l'Auditorium Parco della Musica et l'important terminus d'autobus de Piazza Mancini, sur la rive gauche.

### Ponts sur l'Aniene
- Pont Mammolo : construit probablement à l’époque républicaine pour le passage de la via Tiburtina, sans doute du nom de Julia Mamea, épouse de l’empereur Alexandre Sévère. Au XIIIe siècle furent ajoutées deux tours fortifiées, et il fut occupé par la famille Orsini. Il fut détruit en 1849 et reconstruit en 1871.
- Pont Nomentano : construit à la fin du IIe siècle av. J.-C., il supporte la via Nomentana. Après la destruction par les Ostrogoths de Totila, il fut reconstruit par le général byzantin Narsès en 552. Il fut fortifié sous le pape Adrien Ier (772-795), puis restauré sous le pape Nicolas V (1447-1451) et à nouveau sous le pape Innocent X (1644-1655). Il fut endommagé en 1849 et à nouveau restauré. Il est actuellement intégré à une zone verte publique, et fermé à la circulation.

- Pont Salario : supporte la via Salaria, traverse la rivière Aniene un peu en amont de son confluent avec le Tibre. Il remonte probablement à l’époque républicaine. Détruit par le roi ostrogoth Totila, il fut reconstruit par le général byzantin Narsès et fortifié au VIIIe siècle par une tour, restaurée au XVe siècle sous le pape Nicolas V. Il fut ensuite détruit à plusieurs reprises : en 1798, 1849 et 1867. Un nouveau pont fut construit en 1874, élargi en 1930.

- Pont Tazio : construit en 1922 en remplacement de l’ancien « ponte Nomentano », il relie la « cité-jardin » de Montesacro avec le centre, par la via Nomentana nuova.

- Ponte delle Valli : construit en 1963, il relie les nouveaux quartiers avec le centre.

## Liste des ponts par ordre géographique

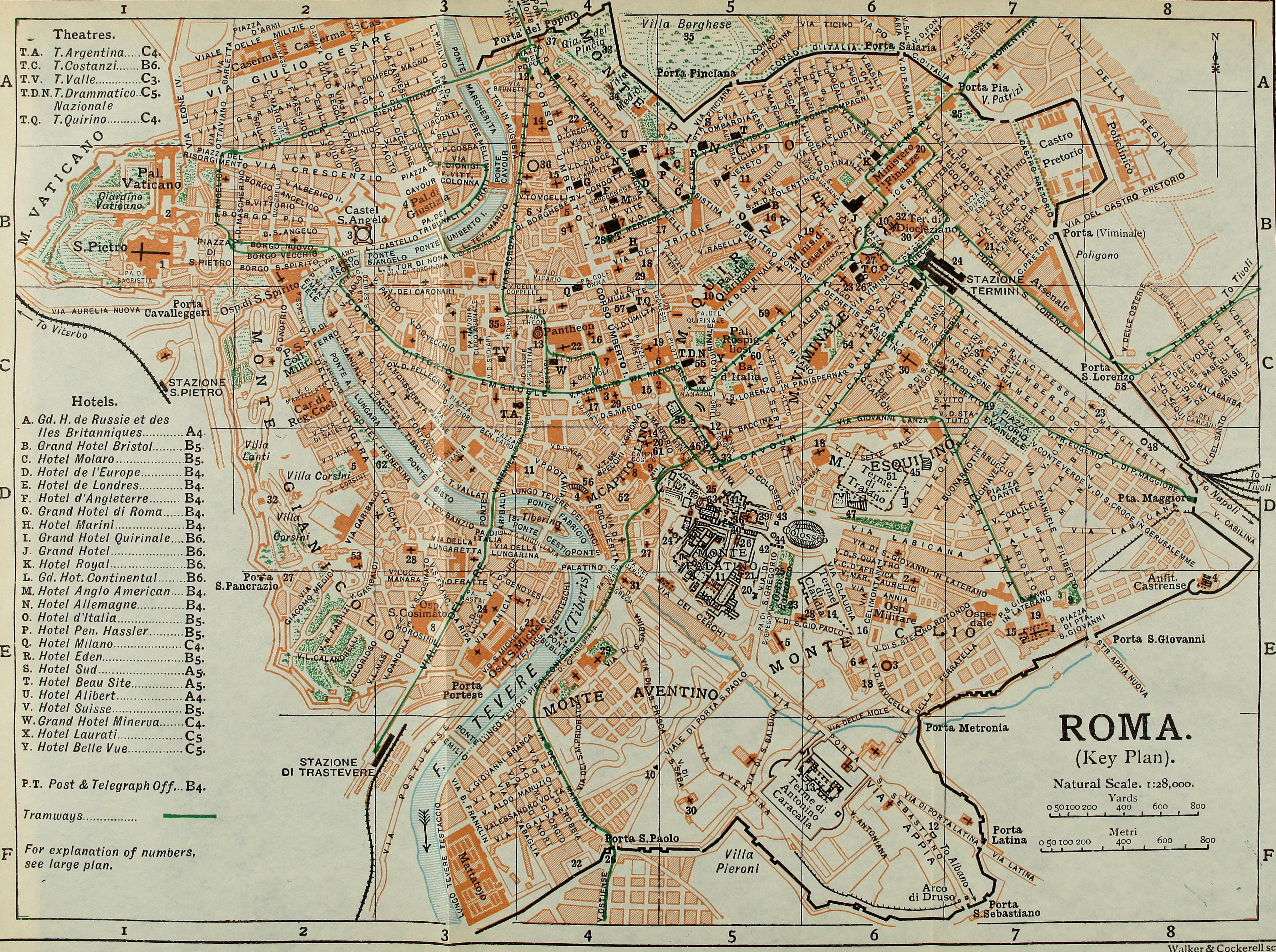
Plan de Rome en 1911.

### Ponts sur le Tibre
Ponts existant actuellement sur le Tibre, d’amont en aval du fleuve :
- Ponte di Castel Giubileo (1951)
- (confluent du Tibre et de l’Aniene)
- Ponte di Tor di Quinto (1960)
- Ponte Flaminio (1932-1951)
- Ponte Milvio, Pont Milvius (existe depuis -207 ; durant le Moyen Âge : « ponte Mollo »)
- Ponte Duca d'Aosta (1939-1942)
- Ponte della Musica (2008-2011?)
- Ponte Risorgimento (1911)
- Ponte Matteotti (1929 ; avant 1945 : « ponte delle Milizie » ou « ponte Littorio »)
- Ponte Nenni (1971-1972)
- Ponte Regina Margherita (1886-1891 ; ou « ponte Margherita »)
- Ponte Cavour (1891-1896)
- Ponte Umberto I (1885)
- Ponte Sant'Angelo (134 : « pont Ælius »)
- Ponte Vittorio Emanuele II (1886-1911 ; ou « ponte Vittorio »)
- Ponte Principe Amedeo (1942, à la place du « ponte dei Fiorentini »)
- Ponte Mazzini (1904-1908)
- Ponte Sisto (1473-1479; remplace le pont romain « pont d’Agrippa », ou « pont Aurelius », ou « pont d’Antonin » ou « pont de Valentinien », connu au Moyen Âge comme "pons fractus" ou "pons ruptus")
- Ponte Garibaldi (1888)
- Île Tiberine avec le Ponte San Bartolomeo (moitié du Ier siècle av. J.-C. : « pont Cestius », vers la rive droite) et « Pont des Quatre Têtes » (-62 : « pont Fabricius », vers la rive gauche)
- vestiges du Ponte Rotto (-241 : « pont Æmilius », connu au Moyen Âge comme « pont de Lépide », « ponte lapideo », « ponte dei Senatori » (pont des Sénateurs) ou « ponte Maggiore » ; reconstruit en 1552 et à nouveau en 1573-1575)
- Ponte Palatino (1886-1891), dit communément « pont anglais » parce que la circulation y est à contresens (à l’anglaise)
- Ponte Aventino (1914-1919; ou « pont Sublicius »)
- Ponte Testaccio (1938-1948)
- Ponte dell'Industria (1863 ; ou « ponte di San Paolo » ou aujourd’hui « ponte di ferro », à l’origine pont ferroviaire)
- Ponte Marconi (1937-1954)
- Ponte della Magliana (1930-1948)

### Ponts sur l'Aniene
Ponts sur l'Aniene, d’amont en aval, jusqu’au confluent avec le Tibre :
- Ponte Mammolo (d’époque républicaine, reconstruit en 1871)
- Ponte Nomentano (IIe siècle av. J.-C.)
- Ponte Tazio (1922)
- Ponte delle Valli (1963)
- Ponte Salario (d’époque républicaine, reconstruit en 1870, élargi en 1930)